# 아이슬란드의 국기

아이슬란드의 국기

아이슬란드의 국기(아이슬란드어: Íslenski fáninn)는 1944년 6월 17일에 아이슬란드가 공화국이 되면서 채택되었다. 국기의 디자인은 스칸디나비아 십자가 새겨진 덴마크의 국기에서 유래되었다.
아이슬란드 국기에는 파란색 바탕에 하얀색 스칸디나비아 십자가 그려져 있으며, 그 하얀 십자 안에는 붉은색 스칸디나비아 십자가 그려져있다. 국기 비율은 18:25이고 해군기와 정부기의 비율은 18:37이다. 이 국기를 제작한 사람은 마트히아스 소르다르손(Matthías Þórðarson)이다.
스칸디나비아 십자는 아이슬란드가 스칸디나비아 나라와 연관이 되어있음을 보여줄 뿐만 아니라, 파란색은 아이슬란드의 바다를, 흰색은 아이슬란드를 뒤덮고 있는 눈과 만년설을, 빨강색은 섬에 있는 화산을 상징한다.

## 색상
| 색상 | 파랑               | 하양                  | 빨강                |
| ---- | ------------------ | --------------------- | ------------------- |
| RGB  | 2–82–156 (#02529C) | 255–255–255 (#FFFFFF) | 220–30–53 (#DC1E35) |

## 역사
아이슬란드는 1913년에 비공식적인 국기를 채택하였다. 그러나 아이슬란드 왕국이 덴마크 왕국로부터 독립할 때, 공식적인 국기를 채택하기 시작했고, 그 다음에 1918년 12월 1일 영해에서 국기를 게양하기 시작하였다.
1944년 6월 17일, 이 국기가 아이슬란드의 국기가 되었다.

1900년대 아이슬란드 공화주의 세력이 사용했던 기
아이슬란드 왕국의 국기 (1918년 ~ 1944년)

## 그 외의 기

아이슬란드의 정부기, 상선기, 해군기 및 전쟁기 (비율 18:37)
아이슬란드의 대통령기
아이슬란드의 세관기

## 공식적인 국기 게양일
아이슬란드 법에 따르면 이 날에 공식적으로 국기를 게양해야 된다.
- 아이슬란드 대통령의 생일
- 신년
- 수난일
- 부활절
- 첫 번째 여름이 시작되는 날
- 5월 1일
- 수확절
- 해군의 날
- 6월 17일
- 12월 1일
- 크리스마스

## 관련 사진

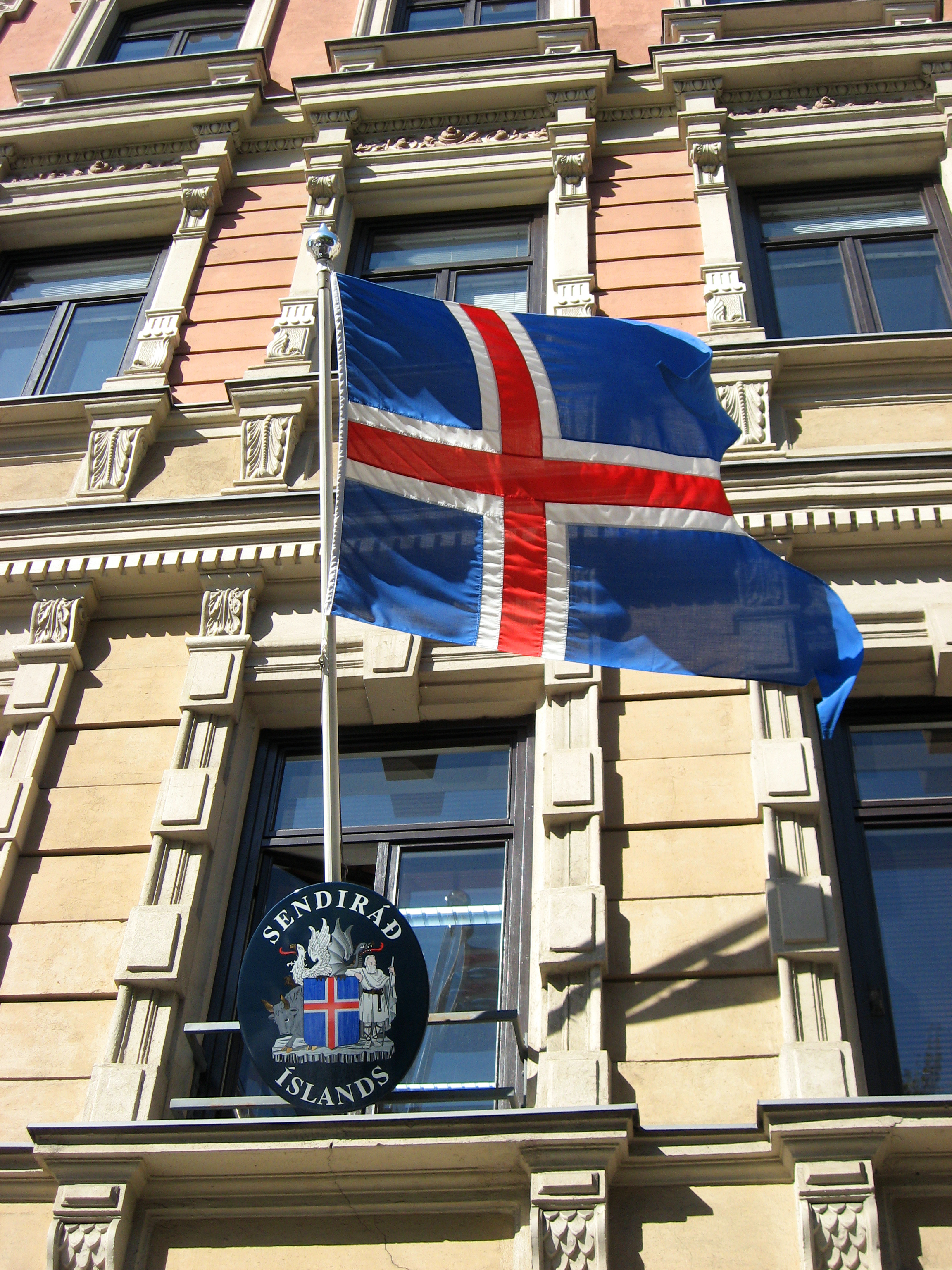
핀란드 헬싱키 주재 아이슬란드 대사관에 걸려 있는 아이슬란드의 국기
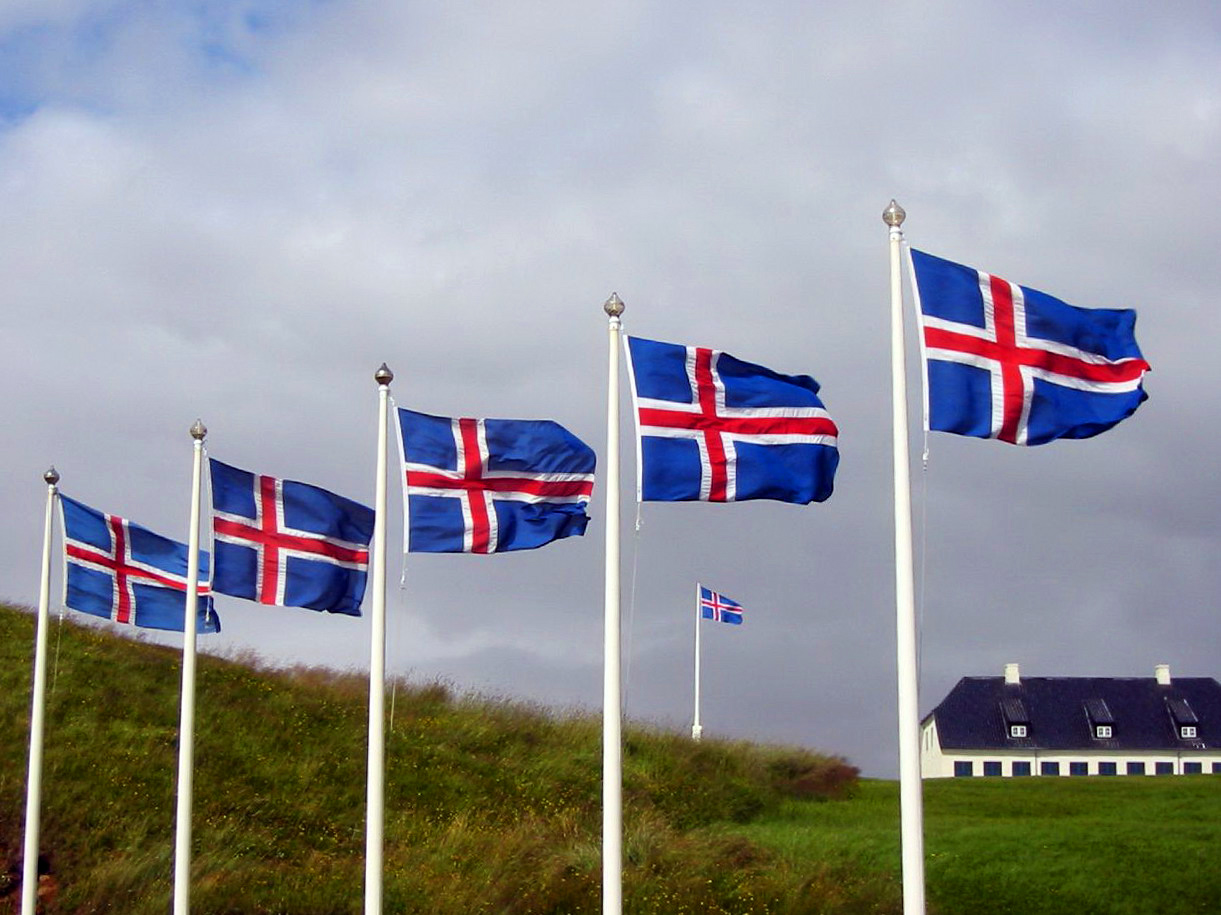
아이슬란드의 국기

## 같이 보기
- 아이슬란드의 국장